# Mizuho (stacja antarktyczna)
Mizuho (jap. みずほ基地 Mizuho Kichi) – japońska stacja na Antarktydzie, położona na Ziemi Królowej Maud, znajdująca się na płycie lodowcowej 2 230 m n.p.m. Powstała w czerwcu 1970 roku, natomiast w 1987 została zamknięta, jednak czasem jest odwiedzana przez naukowców.